# Laguna de Manjavacas
La laguna de Manjavacas se encuentra en el término municipal español de Mota del Cuervo, en la provincia de Cuenca. Ubicada a 670 metros sobre el nivel del mar, ocupa una superficie de poco más de un kilómetro cuadrado (231 ha) en la cuenca alta del río Záncara (alto Guadiana). La de Manjavacas es la laguna principal del complejo lagunar de Manjavacas, que incluye además las lagunas de Sánchez Gómez, Alcahozo, La Dehesilla, Navaluenga y Maljarejo, así como el entorno circundante. Desde 1990 es propiedad de la Junta de Comunidades de Castilla-La Mancha.

## Características

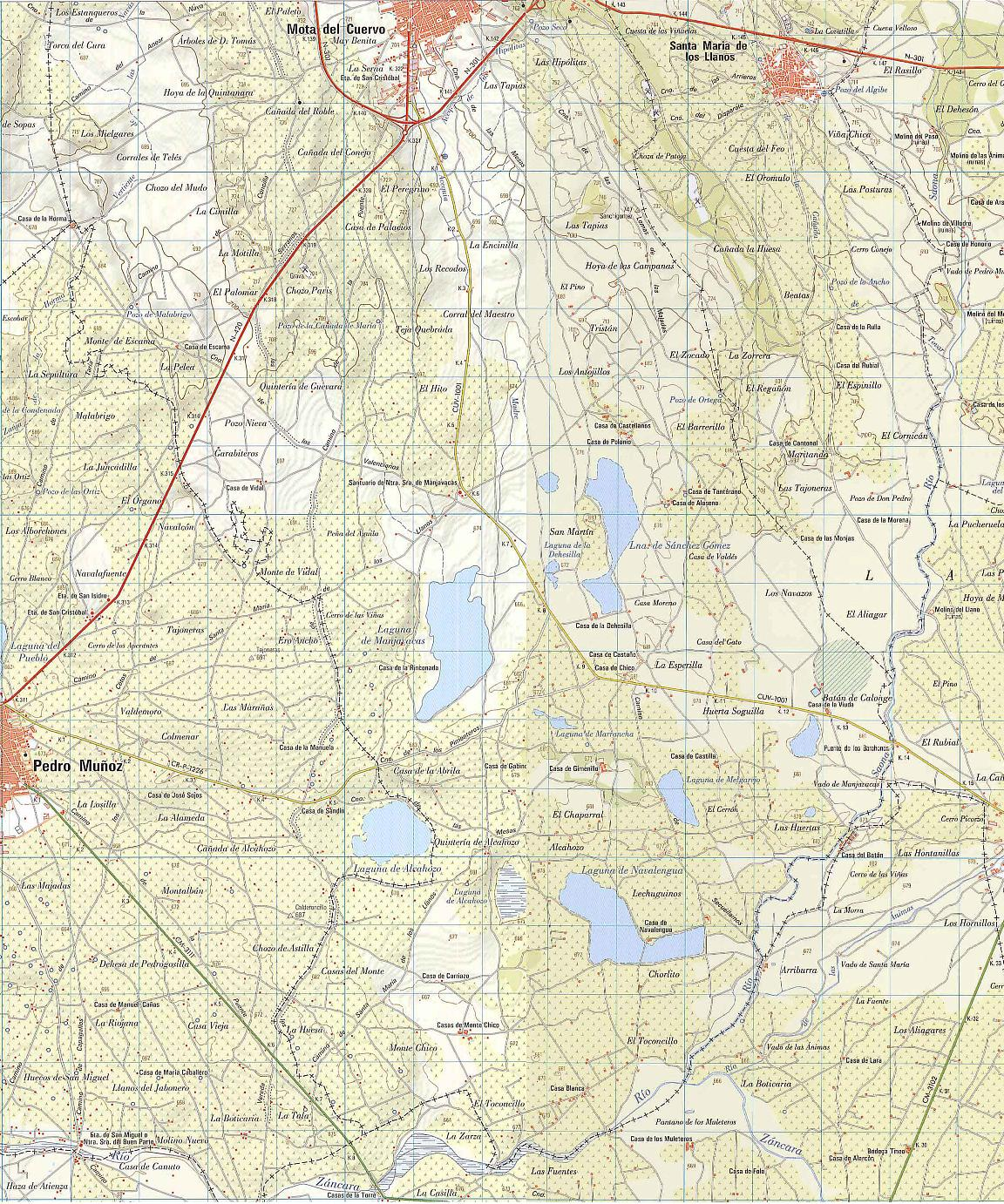
Entorno del complejo lagunar de Manjavacas

Se trata de un humedal de carácter estacional, que se nutre con aportes tanto subterráneos como superficiales, así como con aguas residuales de Mota del Cuervo. Debido al irregular volumen del agua embalsada, las variaciones del índice salino son considerables (entre 10 y 34 g/l). La flora y la fauna que pueblan este humedal están muy condicionadas por la variable salina.
La existencia de la laguna se debe, según los estudios geológicos realizados, a la proximidad de la Sierra de Altomira -se halla en un sinclinal a los pies de dichas prominencias- y a las irregularidades del terreno que retienen las aguas que, de otro modo, fluirían hacia el río Záncara.

## Fauna y flora
Entre las especies ornitológicas que la frecuentan, podemos destacar por su importancia Internacional en el caso de la reproducción la pagaza piconegra, la cigüeñuela, la avoceta, el pato colorado y el zampullín cuellinegro. En las épocas de mayor nivel hídrico, las aguas de la laguna de Manjavacas acogen nutridas poblaciones de aves migratorias.
Dada la naturaleza del suelo, en el entorno se cultiva la vid y el cercal de secano propio de la zona, salvo algunas zonas de regadío que aprovechan los aportes residuales de la acequia madre.
En los años 2009 a 2011, una numerosa colonia de Flamenco común (Phoenicopterus ruber), en ese tiempo ha sido también importante refugio de Malvasía cabeciblanca (Oxyura leucocephala).
El listado de las especies fácilmente identificables en el entorno de la Laguna de Manjavacas y su complejo Lagunar en el periodo 2010-2011 incluye:
Flamenco Común	        Phoenicopterus ruber
Flamenco Enano	        Phoenicopterus minor
Cigüeñuela	        Himantopus himantopus
Andarrío Chico	        Actitis hipoleucos
Andarríos Grande	Tringa ochropus
Cuchara Común	        Anas clypeata
Pato Colorado	        Netta rufina
Malvasía Cabeciblanca	Oxyura leucocephala
Chorlitejo Chico	Charadrius dubius
Chorlitejo Grande	Charadrius hiaticula
Ánade real o azulón	Anas platyrhynchos
Tarro blanco	        Tadorna tadorna
Morito común	        Plegadis falcinellus
Avoceta	                Recurvirostra avosseta
Grulla Común	        Grus grus
Garza Real	        Ardea cinerea
Garceta Común	        Egretta garcetta
Focha Común	        Fulica atra
Gallineta        	Gallinula chloropus
Porrón europeo	        Aythya ferina
Zampullín Común	        Tachybaptus ruficollis
Zampullín Cuellinegro	Podiceps nigricollis
Somormujo Lavanco	Podiceps Cristatus
Archibebe Común	        Tringa erythropus
Aguja Colinegra	        Limosa limosa
Fumarel Común	        Chlidonias niger
Fumarel Cariblanco	Chlidonias hybridus
En los entornos circundantes del Complejo Lagunar de Manjavacas fácilmente localizables e identificables en el periodo 2010-2011 las siguientes especies:
Lavandera Boyera	Motacilla flava
Bigotudo	        Panurus biarmicus
Rascón Europeo	        Rallus aquaticus
Carricero Común	        Acrocephalus scirpaceus
Sisón Común	        Tetrax tetrax
Gavilán Común	        Acciper nisus
Perdiz Roja	        Alectoris rufa
Alondra común	        Alauda arvensis
Abejaruco Común	        Merops apiaster
Cogujada Común	        Galerida cristata
Paloma Torcaz	        Columba palumbus
Gorrión Molinero	Passer montanus
Avión Común	        Delichon urbicum
Cigüeña Blanca	        Ciconia ciconia
Abubilla	        Upupa epops
Cernícalo Primilla	Falco naumanni
Cernícalo	        Falco tinnunculus
Gaviota Reidora	        Chroicocephalus ridibundus (ant. Larus ridibundus)
Avefría	                Vanellus  vanellus
Aguilucho Lagunero	Circus aeruginosus
Mirlo Común	        Turdus merula
Urraca	                Pica pica
Golondrina Común	Hirundo rustica
Gorrión Común	        Passer domesticus
Triguero	        Miliaria calandra
Cuervo	                Corvus corax
Paloma Bravía	        Columba oenas
Tórtola Turca	        Streptopelia decaocto
Pagaza Piconegra	Sterna nilotica
Vencejo Común	        Apus apus
Jilguero	        Carduelis carduelis